# آيت بوعبيد (الزعامة)
آيت بوعبيد هو دُوَّار يقع بجماعة بني بتاو، إقليم خريبكة، جهة بني ملال خنيفرة في المملكة المغربية. ينتمي الدوّار لمشيخة الزعامة التي تضم 10 دواوير. يقدر عدد سكانه بـ 248 نسمة حسب الإحصاء الرسمي للسكان والسكنى لسنة 2004.

## وصلات خارجية
- البوابة الوطنية للجماعات الترابية
- المندوبية السامية للتخطيط